# لوسيان أوونا
لوسيان أوونا (بالفرنسية: Lucien Owona-Ndong)‏ (مواليد 9 أغسطس 1990) هو لاعب كرة قدم. يلعب مع منتخب الكاميرون لكرة القدم. سبق له أن لعب في كأس القارات 2017 مع منتخب بلاده.

## روابط خارجية
- لوسيان أوونا على موقع الاتحاد الدولي (مؤرشف)  (الإنجليزية)
- لوسيان أوونا على موقع قاعدة بيانات كرة القدم.إي يو (الإنجليزية)
- لوسيان أوونا على موقع ناشيونال فوتبول تيمز (الإنجليزية)
- لوسيان أوونا على موقع Soccerway.com (الإنجليزية)
- لوسيان أوونا على موقع AS.com (الإسبانية)